# Salses
Salses (['salsəs], oficialment en francès, Salses-le-Château), és una vila i comuna de 3.275 habitants de la comarca del Rosselló, a la Catalunya del Nord. El malnom dels salserots és ventregrocs.

## Etimologia
El topònim Salses deriva del llatí salsas (fonts d'aigües salades, portadores de magnesi), fonts que brollen en llocs diversos del terme. El nom de Salses es troba tot sovint en els textos medievals en llocs diversos.
L'afegit francès de «le Château», de vegades usat en català com a Salses del Castell, és del 1986 i només correspon a una apel·lació de recerca d'atractiu turístic. En realitat, Salses és una fortalesa o un fort militar i no un castell amb possible residència senyorial. Aquest havia existit, però és del tot en ruïnes.

## Geografia

Situació de la comuna de Salses al Rosselló

La comuna de Salses, de 712.800 hectàrees d'extensió (la segona més gran del Rosselló i de la Catalunya del Nord, després de la d'Angostrina i Vilanova de les Escaldes), està situada a l'extrem nord de la plana del Rosselló, al nord-oest de la Salanca, a la qual pertany, en contacte amb les Corberes, que queden a ponent de Salses.
Salses és a la vora de l'estany de Salses, o de Leucata, i a uns 13 quilòmetres en línia recta de la costa Mediterrània. El nom prové del llatí i fa referència a la font salada al peu de les Corberes. És considerat el punt més septentrional dels Països Catalans, definits popularment «de Salses a Guardamar», malgrat que en realitat el més septentrional és Òpol i Perellós, concretament el poble de Perellós, ara abandonat.
La part nord-oest del terme està formada pels contraforts orientals de les Corberes que davallen cap a la Salanca, formats per calcaris cretacis que assoleixen aproximadament els 200 metres d'altitud. Aquest extrem oriental de les Corberes cau ràpidament damunt de l'estany, deixant un pas molt estret, el pas de Salses, per on passen totes les comunicacions entre Catalunya i Occitània: autopista, carretera de primer ordre (la D-900) i ferrocarril.
La resta del terme pertany a la plana de la Salanca: una terrassa sobretot formada per nivells alts pliocènics i vilafranquians, amb dipòsits al·luvials procedents de les Corberes, amb profusió de zones deprimides amb aiguamolls, avui dia la major part dessecats, anomenats sanyes, i falles. Al límit sud-oest del terme s'inicia el con de dejecció del Ròbol, que davalla cap al terme d'Espirà de l'Aglí.
Termes municipals limítrofs:
| Òpol i Perellós  | Fitor / Leucata (Occitània) | El Barcarès Sant Llorenç de la Salanca |
| Vingrau          |                             | Sant Hipòlit de la Salanca             |
| Espirà de l'Aglí | Ribesaltes                  | Clairà                                 |

### La vila de Salses

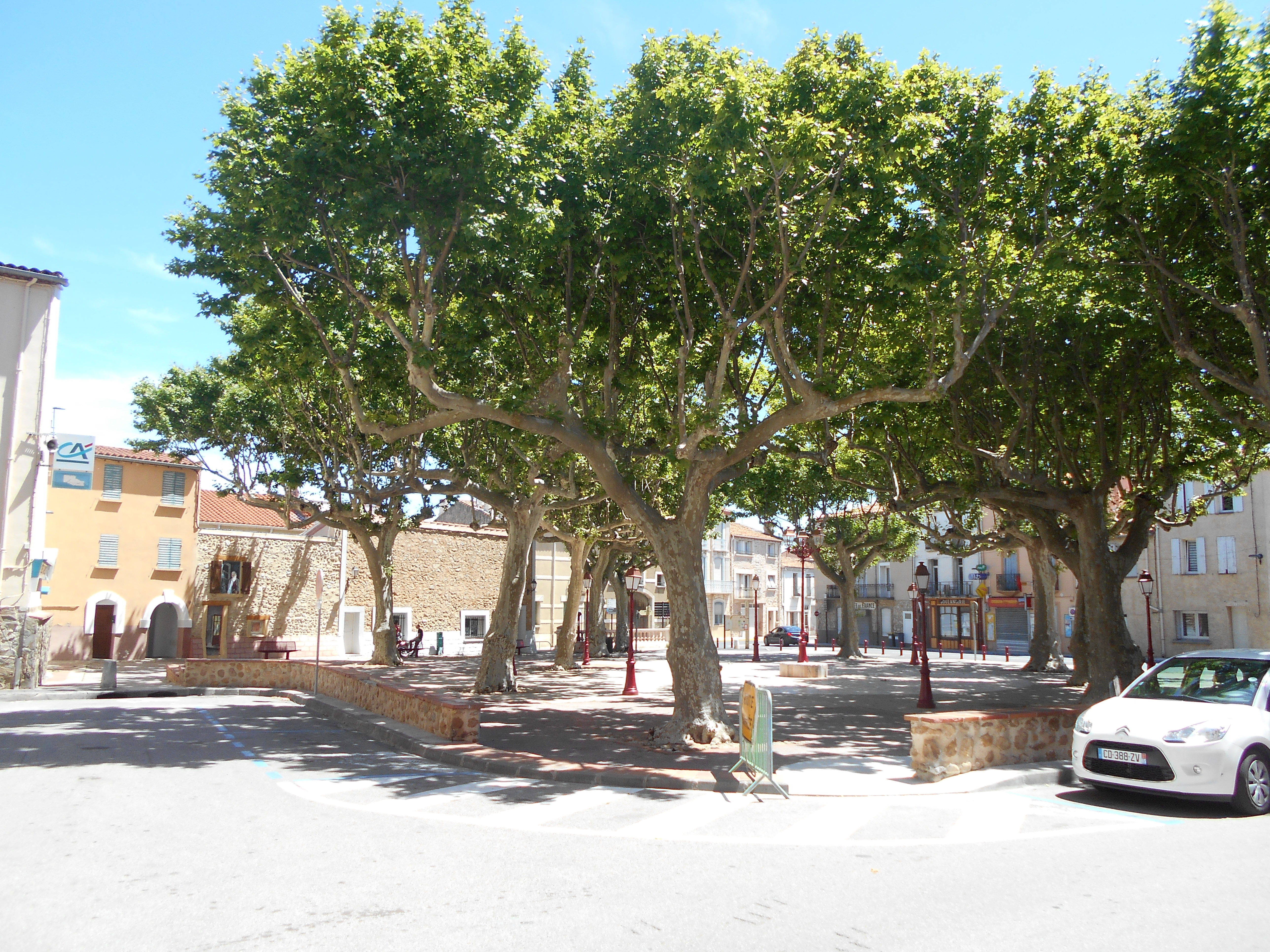
La plaça de la República

La vila de Salses és al pla, al peu dels contraforts de les Corberes i a ponent de la Gran Sanya, zona d'aiguamolls propers a l'Estany, a la zona centreoriental del seu terme comunal. A ponent, a quasi 3 quilòmetres de distància, dalt d'un turó, es troben les restes del castell vell, mentre que a 750 metres al nord de la vila hi ha el Fort o castell de Salses. El castell Reial, precedent del castell actual, era a prop seu i al nord.
L'origen de la vila de Salses es troba en la cellera construïda a l'entorn de l'església parroquial de Sant Esteve i del seu cementiri, que formaven un petit recinte de planta quadrada amb un sol carrer en el seu interior. El 2017, en una acció municipal no exempta de polèmica, ha estat enderrocada la major part de l'antiga cellera, deixant totalment al descobert l'església parroquial.
Aquest recinte primigeni de la vila s'anà eixamplant en època medieval sobretot al nord de la cellera, en un traçat de carrers ja més regular, i després al sud, on els carrers ja marquen una quadrícula molt més precisa. El ferrocarril es va construir a ponent de la vila, mentre que la carretera general en marcava el límit oriental.

### Garrius

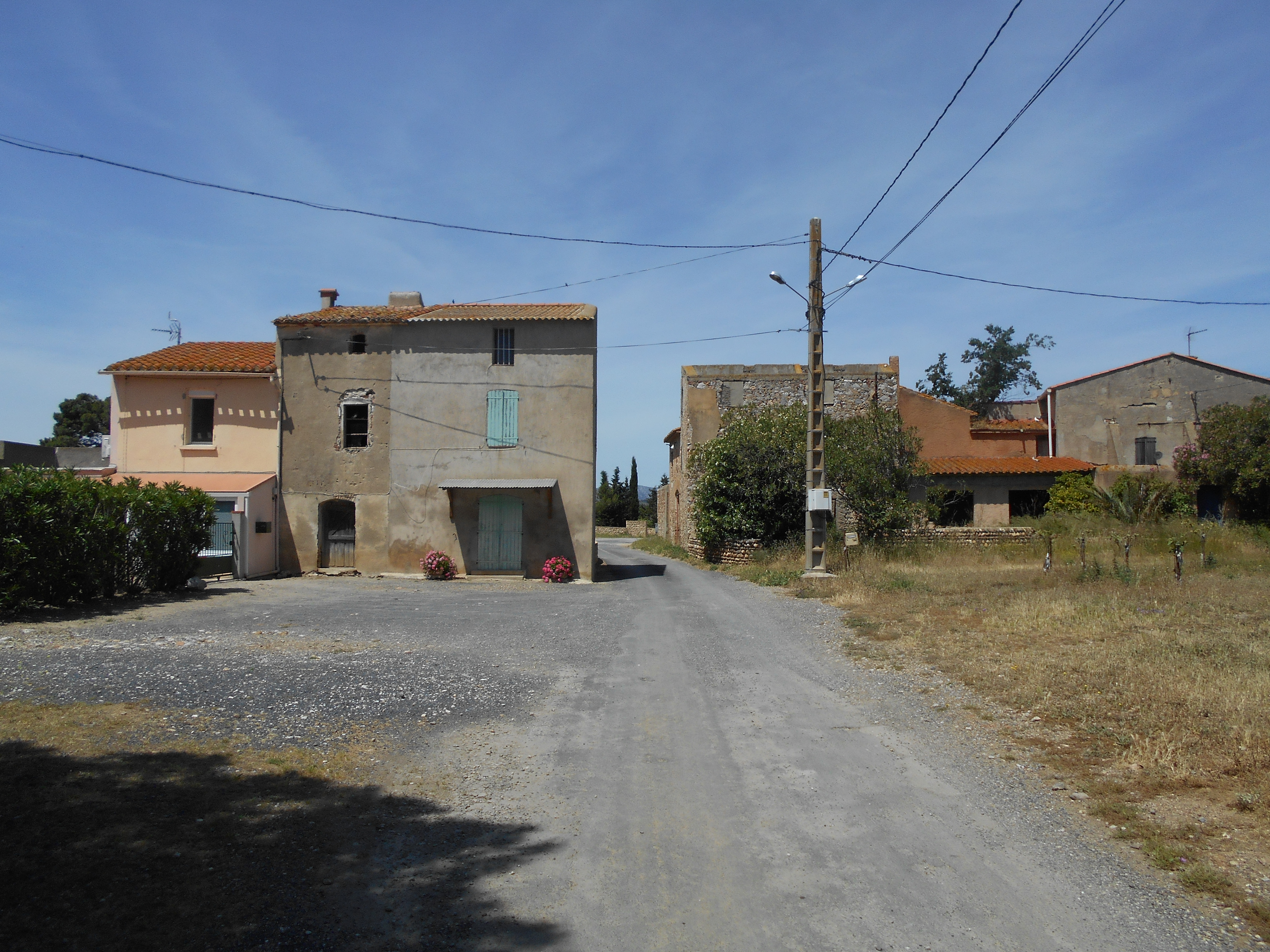
Entrada est de Garrius

El poble de Garrius és a llevant del terme i a prop de la vora de l'estany de Salses, al sud-est de la vila. Conté l'església de Santa Cecília de Garrius, romànica. El lloc tingué força importància a l'edat mitjana, ja que al segle xv hi ha documentat un hospital. Pertangué als Garrius, després als Albert (segle xv), als Garriga (1683-1707) i als Bruguera.

### Santa Coloma de Salses

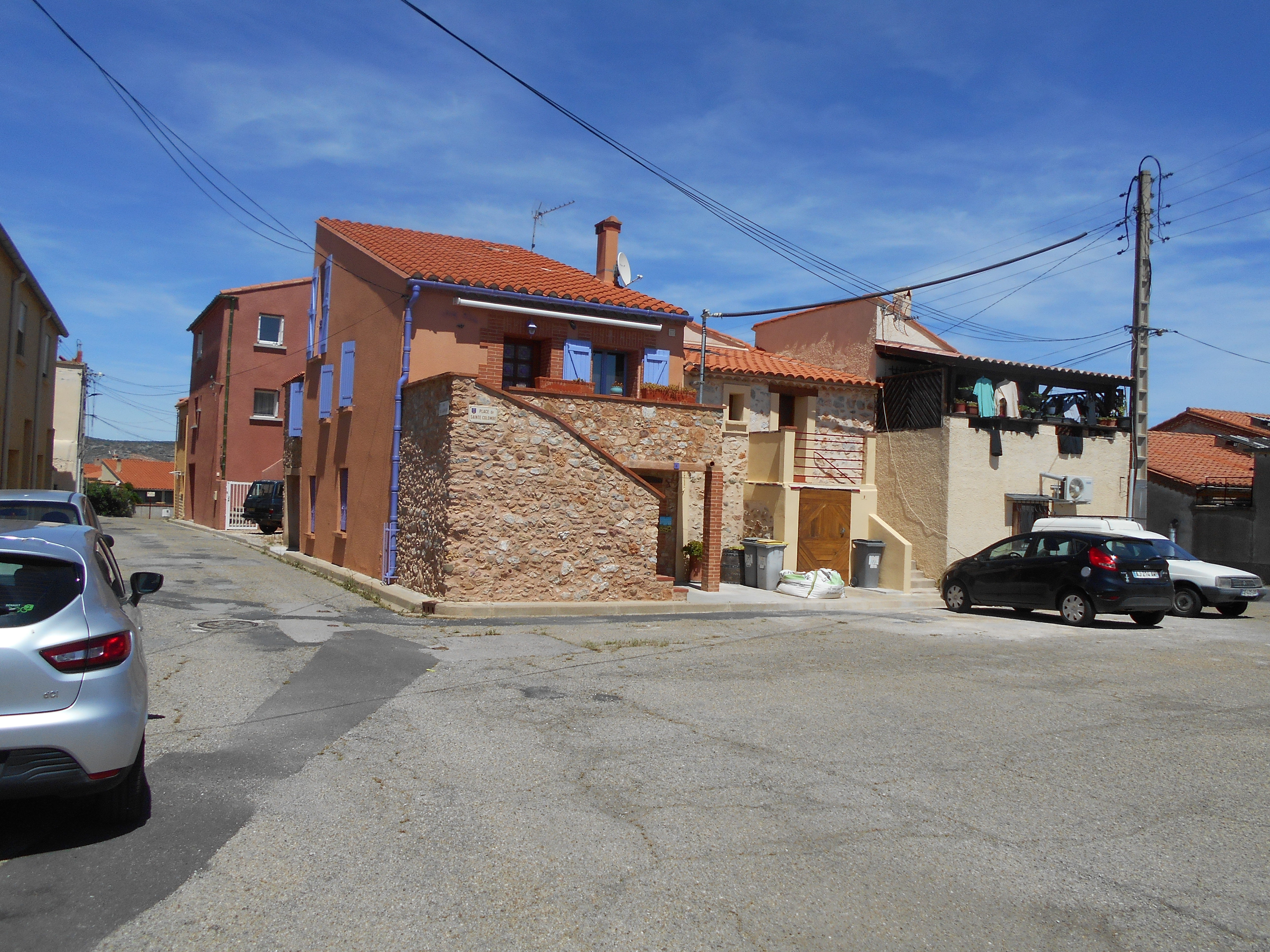
El poble de Santa Coloma de Salses

A prop i a migdia de la vila hi ha el lloc de Santa Coloma de Salses, avui dia quasi unida al nucli urbà de la vila: l'en separa només el Còrrec de Santa Coloma. Hi hagué l'església, ara desapareguda, de Santa Coloma, l'emplaçament de la qual es coneix per la troballa d'un sarcòfag de l'església.

### Sant Joan de Barra
Lloc a llevant de Salses, enmig d'aiguamolls. Hi havia hagut el castell de Sant Joan de Barra i l'església del mateix nom. El castell, esmentat al segle xii, era posseït per Ermengol de Vernet, de qui passà al vescomte de Castellnou Guillem IV per casament. Després passà a Dalmau de Castellnou, que el va vendre a Guillem de Santvicenç. El 1301 fou cedit per aquest darrer a Jaume II de Mallorca. L'església és esmentada entre els segles XIII i XV. Després ja no se'n troba cap documentació. Castell i església són actualment desapareguts.

### Vespella
A prop de l'extrem de ponent del terme i al peu dels contraforts de les Corberes, el lloc de Vespella, d'època medieval, tenia castell, esmentat així el 1531. El 1448 pertanyia a Jofre Giginta. Es conserva, tot i que desafectada, l'església de la Mare de Déu de la Via, o del Camí.

### Mas Sant Miquel
Situat en el sector més occidental del terme, al nord-est de Vespella i de la capella de la Mare de Déu de la Via, es troba el mas Sant Miquel, que conserva la capella de Sant Miquel.

### La Mare de Déu Trobada o Apareguda
La Mare de Déu Trobada, o Apareguda, és una antiga capella, actualment en ruïnes, situada al nord de la Muntanyeta, no gaire lluny a l'oest de la vila de Salses.

### El castell vell de Salses
Probablement es tracta del mateix lloc de Castellvell esmentat en alguns documents. Es tracta del castell vell de Salses, a ponent de la vila. El castrum veterum és documentat des del 1159, en temps de Jaume II de Mallorca. Hi havia hagut la capella de Santa Tecla del Castell Vell, que és avui dia desapareguda.

### Elcastell reial de Salses
Segon castell de Salses, cronològicament parlant, és el precedent de l'actual castell de Salses. Està situat a prop al nord-est seu, i en queden pocs vestigis.

### El castell de Salses

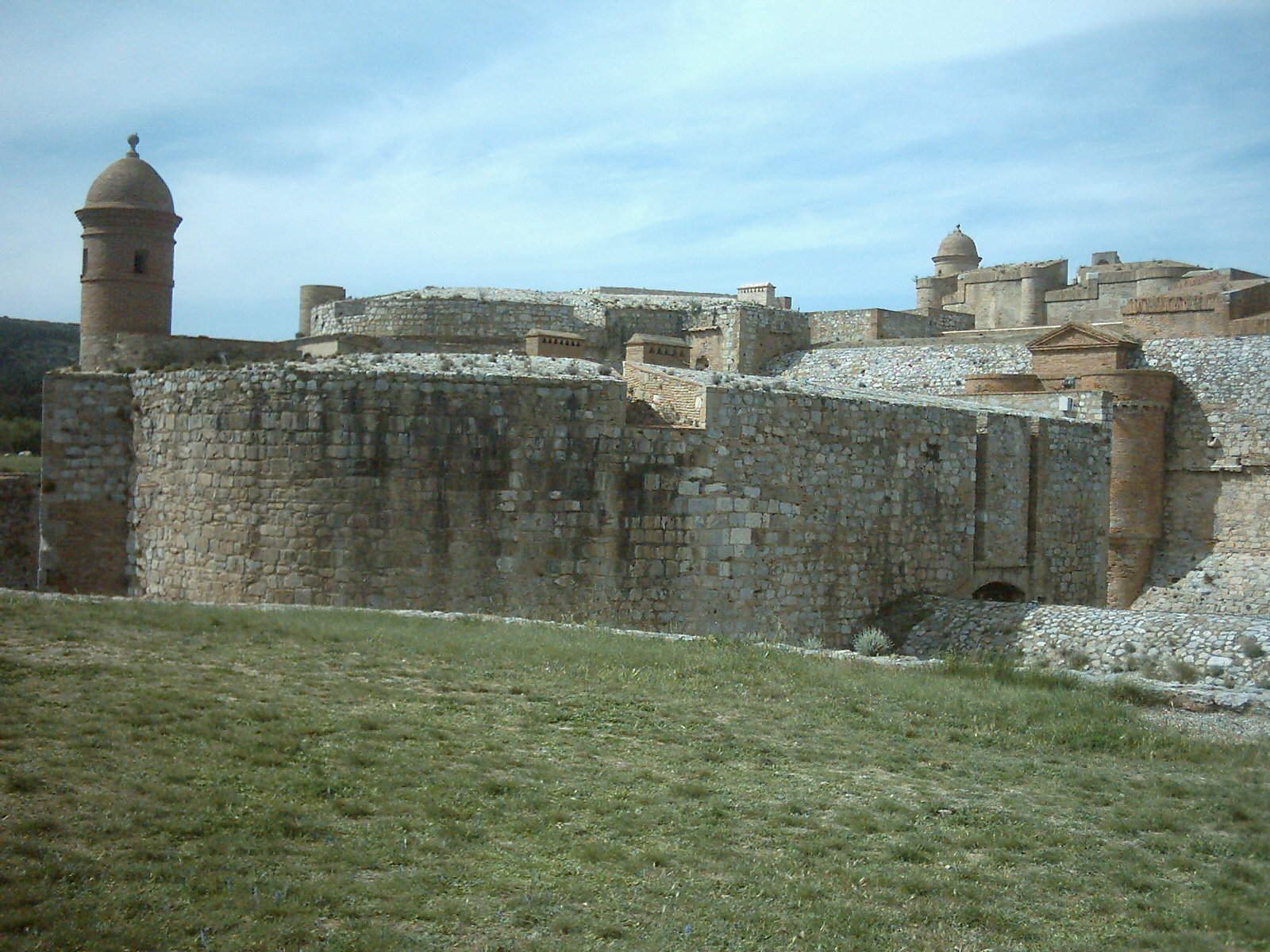
Castell de Salses

El castell, o Fort de Salses, és un castell d'època moderna situat a prop i al nord-oest de la vila de Salses. Fou fet construir el 1496 pel rei Ferran II i sofrí diverses modificacions en el segle xvii per adaptar-se a les noves maneres de concebre les fortificacions d'aquells temps, en què evolucionà molt l'enginyeria militar. A l'interior de la fortalesa hi ha la capella de Sant Sebastià del Castell de Salses.

### Camp de Ribesaltes
El Camp de Ribesaltes, oficialment Camp Mariscal Joffre, és un extens campament militar creat a principis del segle xx. La major part és dins del terme de Ribesaltes, però l'extrem nord-est penetra dins del terme comunal de Salses. En el sector nord-oriental d'aquest camp hi hagué un camp de refugiats utilitzat successivament en les diverses guerres viscudes per França al llarg del segle xx per tal d'acollir refugiats d'aquestes guerres o de guerres veïnes, principalment la Guerra d'Espanya, o Guerra Civil espanyola, del 1936 al 1939. En l'actualitat el que havia estat camp de refugiats acull el Memorial de Ribesaltes.

### Espai Empresa Mediterrani
L'Espai Empresa Mediterrani, abans Zona Industrial Nord-Rosselló, és una zona industrial nascuda a llevant del Camp de Ribesaltes, o Mariscal Joffre, en terres que havien estat de possessió militar, però actualment són massa a prop de l'autopista i les carreteres generals i, per tant, ha perdut el seu valor estratègic. L'extrem nord-est d'aquesta zona industrial, majoritàriament dins del terme de Ribesaltes, és dins del terme de Salses.

### Els masos del terme
L'extens terrme comunal de Salses té un bon munt de construccions aïllades, algunes en ruïnes i d'altres corresponents a noms antics, ja desapareguts en l'actualitat. Són vigents l'Àrea del castell de Salses, les barraques de pescadors de la font de Salses, les barraques de pescadors del Devès, la casa del Camí dels Molins, la casa del Batisti, la casa del Guarda del Rec de Fontdama, la casa del Guarda del Rec d'Estremera, la casa Dotres, la casa de Jubilats, les cases dels Monells, els dos casots de la Pedra d'en Palau, el dos casots de la Plana de Passatemps, el casot del Camí de Vespella, el casot de les Cotives de Pecanyó, els dos casots del Còrrec del Serrat de la Mostra, el casot del Pont de Picatalent, el casot de la Llosada, el casot d'en Benoit, el casot d'en Campis, el casot d'en Negret, els casots del Camí de Vespella, els casots de la Plana de Passatemps, els casots dels Monells, el cortal del Forn d'en Vilar, el cortal del Roc Negre, el cortal del Camp del Piló, dos cortals del Mas d'en Bac, el cortal dels Camps d'en Campilló, el cortal del Solellar, el Campilló, o cortal d'en Campilló, el cortal d'en David, el cortal d'en Fresquet, el cortal d'en Sanyàs, avui casot d'en Goze, el Devès (barraques de pescadors), la fàbrica Omyà, la Granja, o mas Vesières, abans mas d'en Saleta, el mas Blanquer, el mas Carrera, el mas de Fontdama, el mas de la Bressa, el mas, abans cortal, de Lacombe, el mas de Lamer, el mas de la Pedra Rodona, el mas de la Xica, el mas del Crest, el mas de les Creuetes, el mas de les Dues Clares, el mas Deloncle, el mas dels Clots, abans d'en Janicot, el mas d'en Brugueres, el mas d'en Fages, el mas d'en Fresquet, el mas d'en Valeta, el mas de Picatalent, el mas o granja de Vespella, el mas di Miglio, el mas Guiter, el mas Manyà, el mas Nou, el mas Passatemps, el mas Peixot, el mas Philiomel, el mas Roig, el mas Santa Maria, o d'en Piguixa, abans cortal del Pubillet, el mas Sant Miquel, o Llobet, el mas Silvestre, o Milles, el mas Veslan, o Sujol, l'antic molí d'en Valeta, els antics Molins Estremers, avui casa Fonts, o la Rigola, el mas de les Parets Roges, i les barraques de pescadors de la Rigola. També hi ha el càmping de la Muntanyeta i el del Rosselló.
Són en ruïnes el casot del Ravanell, el casot del Mas de la Xica, el casot de la Roqueta, el cortal de la Jaça Nova, el cortal del Còrrec del Mas Llobet, el cortal de la Coma del Fonollar, el cortal de Dessús els Molins, tres cortals de la Jaça d'Embres, el cortal dels Olius d'en David, el cortal de la Resquita, el cortal del Trauc del Reinald, o del Reinald, antigament del Mollet, el cortal d'Embres, els dos cortals d'en Barta, els tres cortals d'en Breton, el cortal d'en Castany, o d'en Pixapotxa, el cortal d'en Donat, el cortal d'en Drilles, el cortal d'en Ferran, el cortal d'en Forquet, el cortal d'en Fortí, abans d'en Barta, el cortal d'en Joli, el mas Ral, abans cortal d'en Sanyàs, el mas d'en Bac, el mas Talairac, els antics Molins Mitjans i les dues Pedrera. Noms antics són els dos cortals de l'Estrada, el cortal d'en Castany, el cortal d'en Vaquer, el cortal d'en Vidal, el mas de la Murtra i el mas d'en Callonenc, o d'en Folquier. Desapareguts són el casot d'en Boyer i el cortal de la Rigola.
A part, cal esmentar el dolmen del Pla de les Arques, o de l'Oliveda d'en David, l'estela dels Tres Morts i el menhir del Planal de la Coma del Llop, el dolmen desaparegut de la Peralada i la tomba del Bagard. També el pont dels Molins, el dels Tres Morts, el d'en Jan Marcot i el de Picatalent, a més de la Porta dels Països Catalans.

### Hidrografia

#### Els cursos d'aigua
Tenen gran importància en el terme de Salses les seves surgències d'aigua, entre les quals destaquen les fonts: Fontdama, o font Major, la font, o pou, del Castell, la font Estremera, o font de Salses, el Gorg, el pou de la Plaça de l'Església, el pou del Cortal d'en Sanyàs, el pou del Mas Llobet i la font anomenada la Tomba, a més del Rec, un rentador d'aigua.
La part plana del terme, pertanyent a la Salanca, té, com tots els pobles d'aquesta subcomarca, un conjunt de canals de drenatge i d'irrigació. En el cas de Salses són tots de drenatge: l'Agulla de Coma Llobal, l'Agulla de la Sociala, l'Agulla de la Vora de la Sanya, l'Agulla dels Retrossats, l'Agulla de Sant Joan, l'Agulla Grossa, l'Agulla Nova, la Fornera, el Rec de Fontdama, el Rec d'Estremera, o Rec Estremer i la Rigola.
L'estany de Salses és el gran element hídric del terme de Salses. Cal destacar que en aquest terme l'estany forma un petit golf, l'Ansa de la Roqueta, a la zona nord-oriental del terme comunal. L'estany de Salses és el més septentrional dels Països Catalans; la part nord de l'estany és ja dins d'Occitània, on és conegut com a estany de Leucata. Està situat a l'extrem nord-est del terme de Salses i és, de fet, una gran albufera, amb dos passos oberts a la mar: un al Barcarès, al sud, i l'altre a Leucata, al nord.
El Ròbol és l'únic curs d'aigua amb caràcter de riu. Articula el sector occidental del terme. El riu prové del terme d'Òpol i Perellós i davalla de nord a sud, per anar a penetrar en el terme veí d'Espirà de l'Aglí, a prop de l'extrem sud-oest del terme de Salses. En aquest recorregut salsenc, el Ròbol rep l'afluència dels còrrecs de la Coma de l'Esperit, de la Jaça Nova, quatre d'anomenats de la Murtra, de les Cotives de Pecanyó, de Matavent, del Mas de la Xica, de la Coma del Llop, amb els dos de Vespella, i el del Ravanell, amb els de la Rabassa, de la Garriga Negra, de la Jaça del Racó i el de la Coma del Foguer. Més a llevant, estesos al biaix, de nord-oest a sud-est, es troben primer el Còrrec del Mas Roig, que aporta els còrrecs de Passatemps, del Mas Nou i els dos del Serrat de la Mostra. Encara més a l'est es troba el Còrrec de les Rompudes, que recull els de la Mostra, del Mas Llobet, de la Creu Roja, de les Fontanilles, dels Clots d'en Boquer, del Roc Negre i del Castell Vell. Aquest darrer còrrec a les envistes de la vila de Salses s'orienta ja d'oest a est i, arribat a la part plana salanquesa, es converteix en el Còrrec de la Plana d'en Vidal, després en el Còrrec del Jaçal, encarat de sud a nord, i finalment en el Còrrec de les Parets Roges, que desguassa en l'Agulla de Coma Llobal.
Al nord d'aquest darrer còrrec es troba el Còrrec de Santa Coloma, que rep pel sud el de la Llosada, o de la Creueta, que s'aboca en el Còrrec de les Parets d'en Marcier i, abans, ha rebut els còrrecs del Serrat Negre (dos), el de la Coma d'en Joli, el del Crest del Mill i de Santa Caterina; són els que separen la vila de Salses del poble o veïnat de Santa Coloma de Salses. Desguassa en l'Agulla de Sant Joan. Més al nord hi ha el Còrrec dels Bots de la Peralada, amb el del Portitxol i el del Camí d'Òpol. Al nord de la vila es troba el Còrrec de la Coma Francesa, amb els de la Coma d'en Franc i dels Abismes. A l'extrem nord-est del terme hi ha el curt Còrrec del Malpàs.

### Orografia
Els topònims que indiquen formes de relleu són: la Sanya de Lacombe, la Sanya dels Nou Ulls, o Sanya de Nou Ulls, la Sanya de Sant Joan, la Sanya d'Òpol, les Sanyes de Fontdama, les Sanyes del Devés, les Sanyes Grans; els Clots d'en Boquer; el Bosc Comunal de Salses; la Collada del Devés, el Coll de la Marga, o de les Auques, o de les Flautes; Coma de la Jonça, Coma de l'Esperit, Coma de l'Esquella, Coma del Fangasso, Coma del Foger, Coma del Fonollar, Coma del Jolader, Coma del Jossadel, Coma del Llop, Coma del Mig, Coma d'en Forquet, Coma d'en Janicot, Coma d'en Joli, Coma d'en Leon, Coma Francesa, Coma Llobal, o la Llobina (nom antic), Coma Negra, Coma Pregona o Pregon; Cova de l'Esperit, Coves d'en Franc, Coves d'en Dotres; Montpeirós, la Muntanyeta; el Pla de la Rabassa, el Pla de les Arques, el Pla de l'Ull, la Plana d'en Vidal, la Plana de Passatemps, la Plana de Salses, el Planal de la Coma del Llop, el Planal de la Garriga, el Planal del Camí d'Òpol, el Planal del Fonollar, el Planal de Salses; la Punta de Garrius; Serra de la Coma, Serrat Alt del Comellar, Serrat de la Coma Negra, Serrat de la Mostra, Serrat de la Travessa, Serrat de la Userda, Serrat del Boix, Serrat de l'Escorpiu, Serrat del Vent, Serrat de Montpeirós, Serrat d'en Mansion i Serrat Negre.

### El terme comunal
Els topònims del terme comunal de Salses que indiquen indrets específics o partides cadastrals són els Abirmes, o Costa dels Abirmes, els Ametllers d'en Sanyàs, els Arbres d'en Sauví, les Arques, els Bots de la Peralada, les Cadiretes, el Camí de Clairà, el Camí del Botó, el Camí de les Canyes, el Camí de l'Estany, el Camí dels Molins, el Camí de Picatalent, el Camí de Ribesaltes, el Camí de Sant Hipòlit, el Camí de Sant Jaume, el Camí de Sant Llorenç, els dos camins d'Espirà, el Camí de Vespella, el Camí Gran, el Camp del Noguer, el Camp del Piló, el Camp del Querol, el Camp de Ribesaltes, o Camp Joffre, els Camps del Campilló, els Camps de l'Erni, els Camps del Garrigot o, simplement, el Garrigot, els Camps dels Cops de Pal, els Camps dels Monells, els Camps d'en Sicre, el Castell Vell, el Cim de la Coma Francesa, la Colomina, la Colomina del Camí d'Òpol, les Colomines, els Cops de Pal, el Cortal d'en Sanyàs, les Cotives de Pecanyó, el Crest de Janbon, el Crest de la Coma d'en Joli, el Crest de la Costa Grossa, el Crest de l'Aiera, el Crest de la Regina, el Crest de la Resquita, el Crest de Dessús del Cortal d'en Forquet, el Crest del Mill, la Creueta, la Creu Roja, Darrere el Castell, Dessús els Molins, l'Era, els Estanyols, les Feixes, la Font, les Fontanilles, la Font de Salses, el Fornàs, el Forn del Pilar, el Forn del Sord, Garrius, la Glacière, el Gorg, la Granja, els Horts, els Horts d'en Gil, l'Illa de Vic, la Jaça del Meló, la Jaça d'Embres, el Jaçal, la Jaça Nova, la Llosada, el Malpàs, el Mas Blanquer, el Mas Carrera, el Mas de la Bressa, el Mas de Lamer, el Mas de la Xica, el Mas d'en Bac, el Mas d'en Fages, el Mas d'en Peirotis, el Mas d'en Valeta, el Mas Llobet, el Mas Nou, el Mas Peixot, el Mas Roig, la Merlessa, el Migdia dels Ametllers d'en Sanyàs, Molí del Vent, els Monells, la Murtra, els Olius del Bessó, els Olius, o Olivar, d'en David, els Olius d'en Guiter, les Parets d'en Marcier, les Parets Roges, les Passadores, Passatemps, la Pedra d'en Palau, la Pedra Rodona, la Pedrera, la Pedrera de la Coma d'en Franc, la Pedrera de la Salanca, la Pedrera d'en Duran, la Pedrera d'en Gasanyol, el Perol, Picatalent, les dues piscicultures, els Pins d'en Claret, el Pont dels Molins, el Pont de Picatalent, el Portitxol, els Prats, el Pujal, el Ravanell, la Rigola, el Roc Negre, les Rompudes, la Roqueta, Sant Galdric, Sant Joan, o Sant Joan de la Sanya, els Terrers, la Teulera, el Trauc del Boix, el Trauc del Reinald, la Travessa de Garrius, la Travessa del Pla de l'Ull, la Travessa d'Òpol, l'Ullastre, les Vesiandes, Vespella, el Vinyer de la Carles i el Volcà.
Alguns són noms antics, ja en desús, com l'Algolesa, l'Auriol, el Boquet, la Canella, la Carrera Vella, l'Escurador, la Guardiola, l'Hortell, les Hortes del Proquerill, la Llongadaina, Minestrol, els Terrers i la Vinyassa, tots ells a Garrius.
Certs topònims indiquen senyals termenals, com la Fita de la Jolieta, el Piló, el Piló de Coma del Foger, el Piló de Coma Pregona, o Coma Pregon, el Piló del Camí del Mas d'en Bac, el Piló del Camp del Piló, el Piló del Clot d'en Boquer, el Piló del Coll del Cortal Nou, el Piló del Coll de les Auques, el Piló de les Arques, el Piló del Malpàs, el Piló del Pas Estret, el Piló del Pla de les Arques, el Piló del Serrat Alt del Solellar, el Piló del Serrat de la Busolla, el Piló del Serrat del Boix, el Piló del Serrat de l'Escorpiu, el Piló del Trauc del Boix, el Piló de Montpeirós, els Pilons de Coma de la Jonça, els Pilons de Coma del Jolader, els Pilons de Coma Grillera, els Pilons de Montplaisir, el Planal de Montpeirós, el Senyal del Serrat Badoll i la Termenera del Malpàs.

## Transport

### Carreteres
El terme comunal de Salses és un autèntic passadís de comunicacions tant en carreteres, com en ferrocarril, accentuat al nord del terme, en el Pas de Salses. El travessen carreteres departamentals, diverses amb traçat d'autovia, i una autopista, la Catalana, l'A - 9.
D'una banda, la carretera D - 5 (Límit del departament, a Òpol i Perellós - Sant Esteve del Monestir), que travessa el terme de Salses procedent d'Òpol des del nord-oest del terme, i en marxa per l'extrem sud-oest en direcció a Ribesaltes. No existeix cap enllaç de la vila de Salses amb aquesta carretera, només camins rurals hi enllacen.
La D - 11 (Salses - Sureda), que travessa de nord-oest a sud-est, i s'adreça a Sant Hipòlit de la Salanca (7 quilòmetres), Sant Llorenç de la Salanca (10), Canet de Rosselló (18), Sant Nazari de Rosselló (23), Alenyà (26), Elna (31), Palau del Vidre (36), Sant Andreu de Sureda (42), fins a arribar a Sureda (44).
La D - 12 (D - 900, a Ribesaltes - D - 9, a Vingrau) és una altra carretera sense enllaç amb la vila de Salses, tot i que té un cert recorregut pel seu terme, a l'extrem sud-oest.
Finalment, la D - 900 (l'antiga RN-9) (Límit dels Països Catalans, a Salses - al Portús, que segueix un traçat alternatiu per tal d'evitar el pas per l'interior de la vila de Salses, i hi té tres enllaços, un al nord, l'altre a l'est i el tercer al sud. Per aquesta carretera Salses enllaça en 19 quilòmetres amb la capital del Rosselló.

### Mitjans públics de transport
Salses està connectat amb l'exterior a través de la línia 135 del servei Le bus à 1 € de la xarxa departamental d'autobusos de línia. La línia uneix Salses, Clairà, Pià i Perpinyà. Per aquesta línia, Salses és a 20 minuts de Clairà; a 49 de Pià i a quasi 1 hora i mitja de Perpìnyà. Aquesta línia ofereix servei de dilluns a dissabte amb 9 serveis diaris en cada direcció (5 al matí i 4 a la tarda).

### Ferrocarril
Salses té una estació de ferrocarril de la línia Narbona - Portbou, a través de la qual enllaça cap al nord amb tota França i, de retruc, amb Europa, i cap al sud amb la Catalunya del Sud, l'estat espanyol i, a través seu, amb Portugal.

### Els camins del terme
Una extensa xarxa de camins s'estén pel terme comunal de Salses. D'una banda, els camins interiors del terme, com ara el Camí de Coma Llobal, el de Garrius, o Camí Vell de Garrius (nom ja en desús), el de la Colomina, el de la Coma del Fonollar, el de la Coma d'en Joli, des de la Creu Roja, el de la Coma Francesa, el de la Coma Grillera, el de la Coma Negra, el de la Fàbrica, el de la Garriga, el de la Garrolla, el de l'Agulla Grossa, el de la Granja, el de l'Agulla de la Sociala, el de l'Agulla dels Retrossats, el de l'Agulla Grossa, el de l'Agulla Nova per la riba dreta, el de l'Agulla Nova per la riba esquerra, el de la Llosada, o del Mas Llobet, el de la Merlessa, el de la Muntanya, el de la Murtra, a Passatemps, el de la Pedra Rodona, el de la Pedrera, el de la Pineda, el de la Piscicultura, el de la Rabassa, o del Pla de la Rabassa, el de la Rigola, el de la Roqueta, el de la Sanya de Lacombe, el de la Sanya dels Nous, el de la Teulera, el de la Vinya de la Carles (nom antic), el del Botó, el del Cortal d'en David, el del Crest del Mill, el de les Canyes, el dels Ametllers, el de l'Escorpiu, el de les Fontanilles, el de les Parets Roges, el de les Passadores, el de les Rompudes, el de l'Estany des de Garrius, el de l'Estany, des de Salses, el del Forn de l'Aiera, el del Garrigot, o de la Dossa, el del Jaçal, el del Mas Carrera, el del Mas de la Bassa, el del Mas de Lacombe, o del Serrat Negre, o de Picatalent, el del Mas de la Xica, el del Mas de la Xica a Picatalent, el del Mas del Crest, el del Mas Deloncle, el del Mas dels Clots, el del Mas d'en Bac des d'Òpol, el del Mas d'en Bac, des de Salses, el del Mas d'en Fages, el del Mas Llobet, els dos camins del Mas d'en Fages, el del Mas d'en Peirotis, o de Sant Llorenç als Clots, el del Mas de Picatalent, el de Salses al Mas Garí, el de Garrius al Mas Garí, el del Mas Manyà, el del Mas Nou, el del Mas Roig, el de l'Omya, el del Pas de Nivell, el del Pecanyó, el del Perol, el del Pla de l'Ull, el del Portitxol, un altre Camí del Portitxol, o de la Glacière, el del Pujal, el del Ravanell, el del Rec, el del Ròbol, o del Mas Sant Miquel, el dels Ametllers d'en Sanyàs, el dels Clots d'en Boquer, el del Serrat de la Mostra, el del Serrat Negre, el dels Pins d'en Claret, el del Trauc de Boix, o del Trauc del Reinald, el de l'Ullastre, abans de la Vinya de la Carles, el del Volcà, el d'en Merlot, el de Passatemps, el de Picatalent, el de Sant Joan, la Carretera del Fangasso, les dues carreteres d'en Carbonell i la Travessa de Garrius.
D'altra banda, els camins que enllacen Salses amb els termes i pobles veïns són el Camí de Clairà, el Camí de Ferro (nom popular de les vies de ferrocarril), el Camí de Fulhan, els dos camins d'Embres, el d'Embres a l'Estany, el de Sant Hipòlit des de Salses, el de Sant Hipòlit des de Garrius, el d'Espirà, el de Ribesaltes a Vespella, o Camí Vell d'Òpol a Ribesaltes, el de Vingrau a Perpinyà, el de Vingrau a Vespella, el d'Òpol, el d'Òpol per la Coma Negra, el d'Òpol a Fitor, el d'Òpol a Vespella, el d'Òpol als Molins de Salses, el d'Òpol a Sant Llorenç (nom antic, en desús), el Camí Vell de Perpinyà, l'autopista La Catalana, la Drecera d'Òpol, la Ruta de Perpinyà, la Ruta de Vingrau a Ribesaltes, o Ruta de la Pedrera, o Ruta Nova dels Camions d'Omya, la Ruta d'Òpol, la Ruta d'Òpol a Fitor i la Travessa d'Òpol.

## Activitats econòmiques
Salses té com a base econòmica l'agricultura, amb més de 200 explotacions i unes 1.600 hectàrees conreades. El predomini de la viticultura és quasi exclusiu: unes 1.300 ha. La quasi totalitat es dedica a vins de denominació d'origen: dolços d'aperitiu o postes Ribesaltes o Moscat de Ribesaltes i secs de Costes del Rosselló Vilatges. Fora de la vinya, un centenar d'hectàrees són per a fruiters (albercoquers i presseguers), i unes 50 a hortalisses: escaroles, enciams, tomàquets, carxofes, col-i-flors, julivert i espàrrecs.
Dues cooperatives agrícoles, la Societat Cooperativa Agrícola dels Vins Fins, més que centenària tot i que al llarg dels anys s'hi han ajuntat altres cooperatives de la zona, amb un dels cellers més grans del Rosselló (uns 100.000 litres de capacitat), i la dels Vinyaters del Ribesaltès, amb capacitat d'uns 40.000 litres. Hi ha també una important empresa de construcció, que treballa a tota la comarca, i diverses pedreres de pedra calcària, molt utilitzades tant per a l'autopista i la carretera D - 900 com per als ports esportius de la regió. També hi ha un viver de peixos, una central de compres agrícoles, una fàbrica de pols de marbre i de granulats, i una certa activitat turística: dos càmpings i diferents establiments hotelers.

## Història

### Prehistòria
En el terme de Salses, sobretot a les coves de la seva zona nord-occidental, han estat trobats diversos jaciments: a la Cova de l'Esperit, prop de Vespella, es va trobar un hàbitat del mesolític i del Neolític; al Portitxol, amb un ossari i fragments de ceràmica del Neolític, a la Coma del Janicot i a la Jaça del Racó, ossaris del calcolític, i al nord de la vila, importants restes romanes.

### Edat antiga
El topònim Salses ja s'esmenta a l'antiguitat. Al segle i de la nostra era, Pomponi Mela feia menció de Salsulae fons, i al segle iii, documents porten el nom de Salsulis que, segons sembla, era una estació d'etapa de la Via Domícia.

### Edat mitjana
El 943 encara és esmentada la villa Salinas, en una donació al monestir de la Grassa confirmada pel papa el 951, que també esmenta el dret de pesca (piscaturas).
El castell (l'ara anomenat castell vell) és esmentat des del 1074, quan era propietat del comte de Rosselló i hi tenia els Salses com a feudataris o castlans. El primer personatge documentat de la família fou Guillem Oliba e Sàlsens, que apareix el 1047. Just en aquesta època l'abadia de la Grassa hi tenia diversos alous, en aquest terme, però Alfons el Cast, un cop heretat el comtat de Rosselló, adquirí el 1192 la major part de les possessions de la Grassa. Aleshores el poble va ser repoblat, i el rei concedí, entre altres privilegis, l'abolició dels mals usos, com el dret d'eixorquia i les taxes sobre el vi. Alhora, confiava el seu comandament a Ramon de Sant Llorenç. A partir del tractat de Corbeil, el 1258, la frontera entre el Principat i França va quedar establerta entre Salses i Leucata.
Salses era un dels 21 "llocs reials" del Rosselló perquè presentava avantatges nombrosos. Dos representants de le vila de Salses, que elegien els habitants, disposaven d'escó a les Corts de Barcelona de 1228.
El primer castell de Salses, que va estar construït al límit nord de Catalunya amb Occitània, és del segle xi. El primer document que en fa esment és del 1047, any en què pertanyia als comtes del Rosselló. En aquella època, l'abadia de la Grassa va adquirir noves terres dins del terme de Salses: la font major i extrema de Salses, el seu molí, així com diverses terres (1095, el 1100 i el 1101). És en aquest lloc, que actualment és anomenat "Al damunt dels molins", on s'alça la Porta dels Països Catalans.
Però, Alfons I de Catalunya i Aragó, que havia heretat el comtat de Rosselló i, per tant, del castell de Salses, va encarregar l'abat de La Grassa de gestionar la major part de les seues propietats (1192), i va promoure la fundació, al lloc de l'antiga vila de Salses, d'un poble nou al qual concediria privilegis i franquícies.
El rei Pere I, fill d'Alfons, va afegir més franquícies a la gent de Salses mitjançant una carta de privilegis (21 de febrer de 1213) que abolia el dret d'eixorquia, l'impost sobre la venda del vi així com d'altres productes, cereals, sal...
Els salsairots gaudien del dret perpetu de fer péixer llurs ramats a les pastures reials de les garrigues de Salses. Aquell dret va ser objecte de modificacions diverses durant el segle xiii. Però Salses sempre va ser vila reial fins a la fi de l'Antic Règim.
L'any 1385 hi havia a Salses 69 llars que les pestes i les guerres de finals de l'edat mitjana van reduir considerablement. Tot això va fer que, a finals del segle xv, només hi quedessin 33 llars. L'any 1515, només n'hi quedaven 10. Una de les causes majors d'aquella despoblació deu anar lligada amb l'arrasament i el saqueig de la vila, per les tropes franceses, en temps de Ferran el Catòlic (1496). Salses continuà essent vila reial fins a la fi de l'Antic Règim.

### Edat Moderna

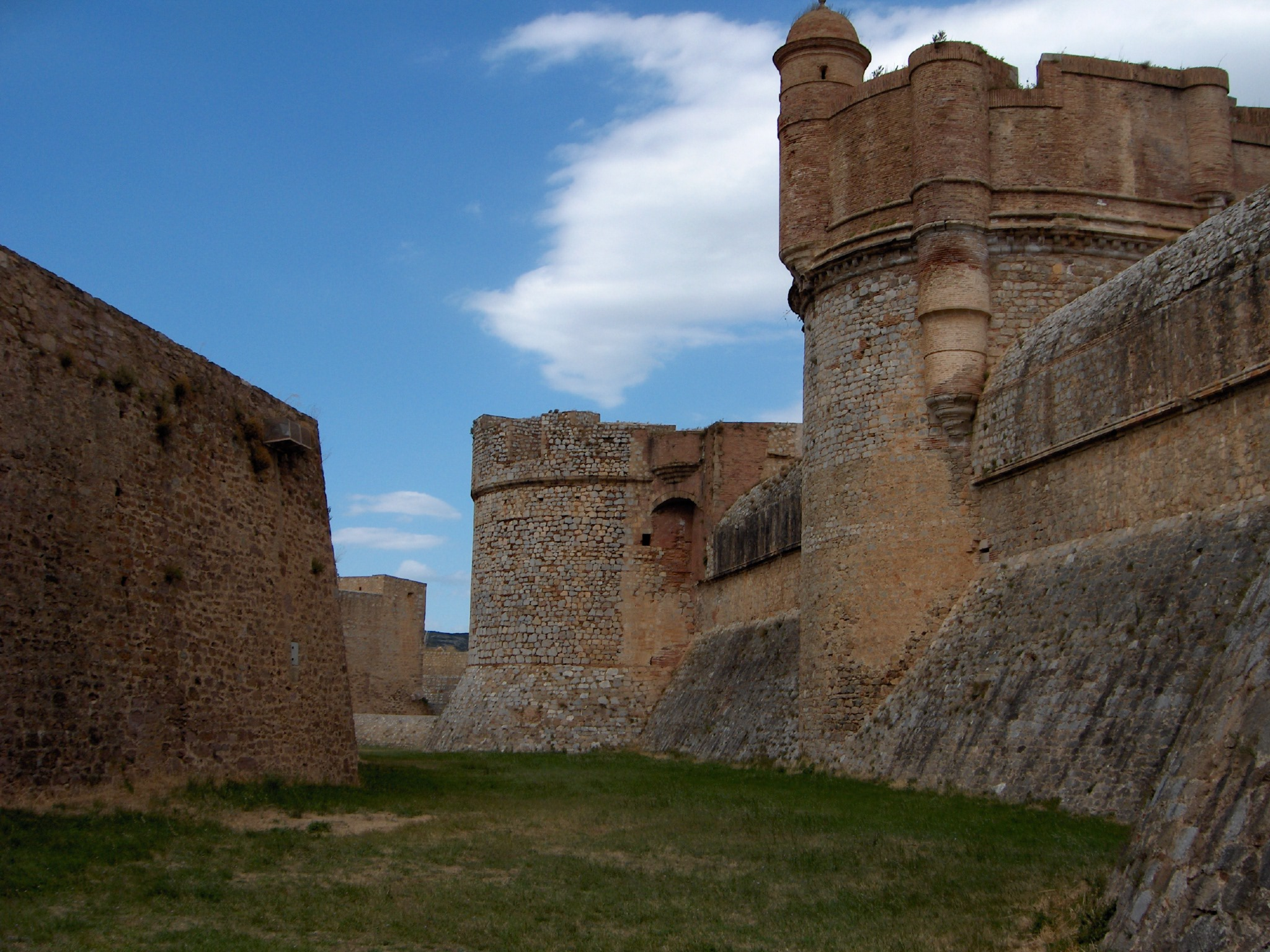
Fortalesa de Salses, feta construir per Ferran II el 1497.

L'església parroquial dedicada a sant Esteve que, tal com va passar a la vila, havia estat enderrocada el 1496 per les tropes franceses, va ser reconstruïda entre 1552 i 1584, i restaurada sota el regnat de Lluís XIV. La integritat de l'edifici de l'església va tornar a patir per culpa de l'afrontament que va oposar els terços catalans a l'exèrcit francès el 19 de setembre de 1639. Aquell dia, sortint de Santa Coloma, que havia conquistat, fins al pont llevadís, on arribaren el vespre, els catalans van vèncer els francesos al crit de "Visca la Terra!".
El castell de Salses, que és al peu de la muntanya, vigila la plana del Rosselló i l'antic camí que anava de Perpinyà a Narbona. Aquest seguia més o menys l'antiga via Domícia. En el límit amb Occitània, durant segles (del XIII al XVII), el castell va ser un punt estratègic de primera magnitud perquè, situat al límit de les possessions franceses, era una de les claus d'entrada a Catalunya.
El 1285 va resistir heroicament, però en va, als croats de Felip III de França. La fortalesa actual, posterior al castell originari, va ser construïda a partir de 1497 per ordre de Ferran el Catòlic que volia reforçar la frontera de Catalunya de cara a la monarquia francesa. Poc temps abans de 1496 el castell i la vila havien estat arrasats i la vila saquejada per les tropes franceses obeint les ordres del mariscal de Saint-André. Les obres de la fortalesa prosseguiren amb grans mitjans, dirigides per l'enginyer castellà Ramírez i foren acabades el 1505. Fortalesa mestra del Rosselló i clau del reialme de Catalunya-Aragó, el fort de Salses, ja des d'abans de ser acabat, va resistir un llarg i penós setge de l'exèrcit francès sota el comandament del mariscal Jean IV de Rieux el 1503.
Durant el regnat de l'emperador Carles V el fort va ser dotat de defenses noves, punt estratègic durant els constants enfrontaments amb França.
A la Guerra dels Trenta Anys, la guarnició del castell va retre les armes davant l'exèrcit de Lluís XIII, conduït pel duc d'Halwin i pel príncep de Condé. La guarnició que era poc important (600 homes), va resistir quaranta dies malgrat la incompetència del seu capatàs. Quan va capitular, l'exèrcit de Lluís XIII havia ja investit la part Est de la fortalesa. L'any següent, el comte de Santa Coloma, lloctinent de Catalunya, aconseguí reconquerir el castell, que era defensat per la guarnició francesa del governador Espenan. Aquella acció és coneguda com "el setge de Salses", malgrat l'èxit que constituí per als exèrcits castellans, ajudats pel poble català, no impedí la definitiva ruptura entre el Principat de Catalunya i Felip IV de Castella, que desembocà pocs mesos després (1640) en la Guerra dels Segadors.

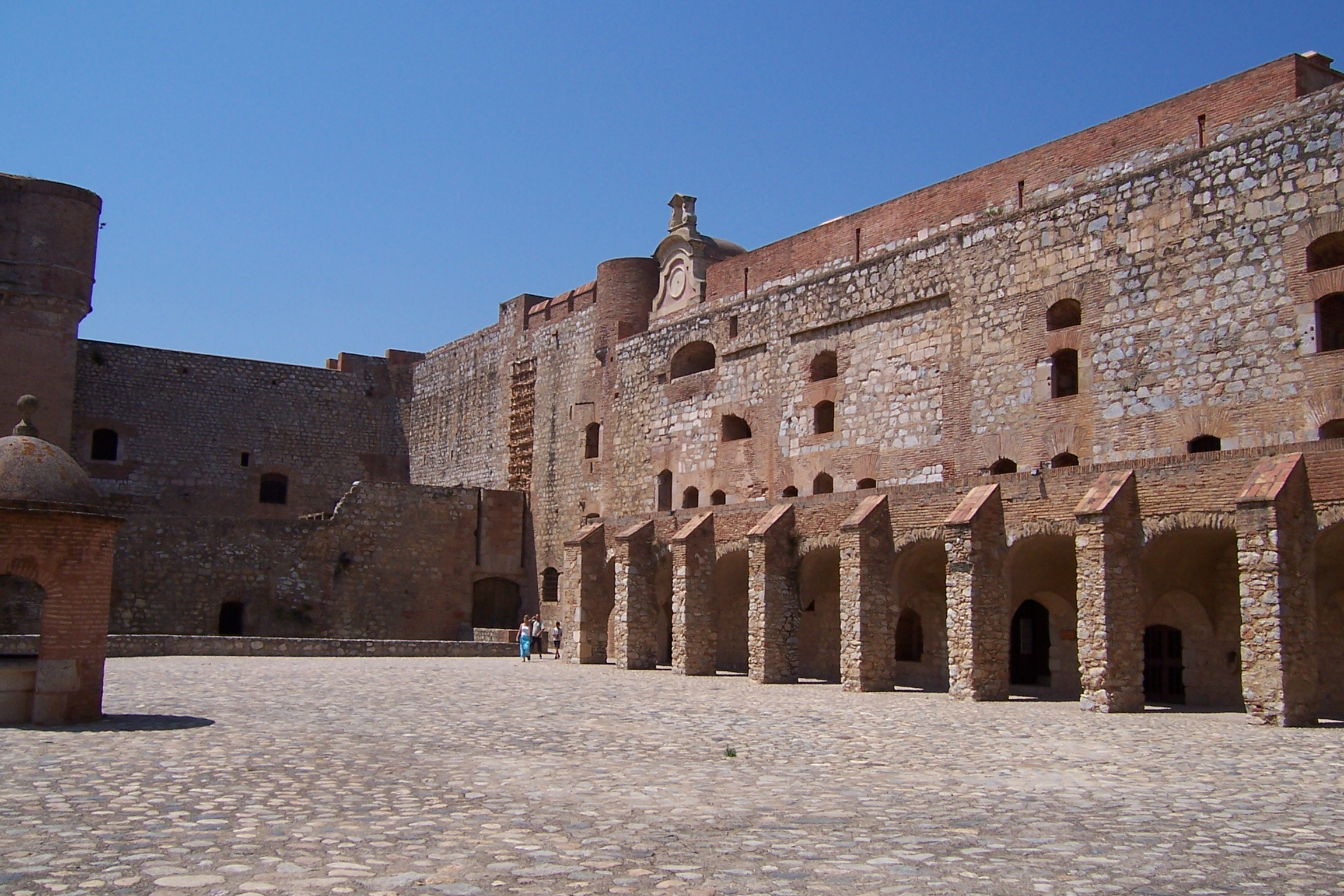
Pati interior del Castell de Salses

El matí de l'1 de juliol de 1639 va ocórrer un esdeveniment significatiu. Un soldat de la fortalesa tenia un gos petit (d'aquests que cacen els ànecs salvatges pels aiguamolls de l'estany). Havien cosit en el cuir del collar uns missatges secrets. El soldat encomanà al gos d'anar cap a la seva mestressa, la qual es trobava a Perpinyà. En travessar l'exèrcit francès que assetjava el castell, el gos va rebre una ganivetada. Per fi, va arribar a Perpinyà i va trobar la seva mestressa (la dona del soldat) al Castellet. El gosset va fer moltes festes a la seva mestressa que, curant-lo, va descobrir els missatges del governador de Salses cosits dintre el collar. Un paper era per al capità general de la ciutadella, Joan de Manessas, i l'altre per al marquès de Coraltó. Aquells missatges explicaven les posicions de l'exèrcit francès, dels canons, etc. i afirmaven que els assetjats havien ja matat almenys 4.000 francesos. Com a recompensa d'aquella proesa, els Senyors de Manessas i de Coraltó felicitaren la mestressa del gos. El bisbe de Perpinyà li donà 21 peces i mig de vuit i el marquès de Coraltó va concedir al soldat, mestre del gos, una renda de 4 rals tota la seva vida. Els cònsols li concediren la franquícia de tots els drets i el Senyor de Manessas es va comprometre a donar-li una feina.
La mateixa nit, la ciutadella de Perpinyà va tirar tres coets per manifestar la seva alegria i va fer sis senyals de foc per avisar els soldats de la fortalesa...
El fort de Salses fou assetjat de nou pels francesos el 1642, aleshores van obtenir capitulació de les forces castellanes i el control definitiu de la fortalesa. Amb el tractat dels Pirineus, signat el 1659 per liquidar la guerra entre França i Castella, la frontera entre ambdós reialmes es traslladà als límits actuals, uns 50 km més a migdia, amb la qual cosa la fortalesa de Salses perdé una gran part de la seva antiga importància militar. Tanmateix, el mariscal Vauban, que inicialment la volia destruir per la seva situació al peu de la muntanya, conservà i millorà la fortalesa. Aquesta, el 1682, va ser convertida en presó de l'estat i hi foren empresonats dinou condemnats en l'afer de les Metzines.

## Demografia

### Demografia antiga
La població està expressada en nombre de focs (f) o d'habitants (h)
| Evolució demogràfica de Salses entre 1355 i 1790 | Evolució demogràfica de Salses entre 1355 i 1790 | Evolució demogràfica de Salses entre 1355 i 1790 | Evolució demogràfica de Salses entre 1355 i 1790 | Evolució demogràfica de Salses entre 1355 i 1790 | Evolució demogràfica de Salses entre 1355 i 1790 | Evolució demogràfica de Salses entre 1355 i 1790 | Evolució demogràfica de Salses entre 1355 i 1790 | Evolució demogràfica de Salses entre 1355 i 1790 | Evolució demogràfica de Salses entre 1355 i 1790 | Evolució demogràfica de Salses entre 1355 i 1790 | Evolució demogràfica de Salses entre 1355 i 1790 | Evolució demogràfica de Salses entre 1355 i 1790 | Evolució demogràfica de Salses entre 1355 i 1790 | Evolució demogràfica de Salses entre 1355 i 1790 | Evolució demogràfica de Salses entre 1355 i 1790 |
| 1355                                             | 1359                                             | 1365                                             | 1378                                             | 1470                                             | 1515                                             | 1553                                             | 1709                                             | 1720                                             | 1730                                             | 1755                                             | 1767                                             | 1774                                             | 1789                                             | 1790                                             |                                                  |
| ------------------------------------------------ | ------------------------------------------------ | ------------------------------------------------ | ------------------------------------------------ | ------------------------------------------------ | ------------------------------------------------ | ------------------------------------------------ | ------------------------------------------------ | ------------------------------------------------ | ------------------------------------------------ | ------------------------------------------------ | ------------------------------------------------ | ------------------------------------------------ | ------------------------------------------------ | ------------------------------------------------ | ------------------------------------------------ |
| 94 f                                             | 145 f                                            | 94 f                                             | 69 f                                             | 33 f                                             | 10 f                                             | 14 f                                             | 53 f                                             | 106 f                                            | 79 f                                             | 97 f                                             | 428 h                                            | 79 f                                             | 100 f                                            | 666 h                                            |                                                  |

Font: Pélissier 1986

### Demografia contemporània
| Evolució de la població |      |      |      |      |      |       |       |       |
| 1793                    | 1800 | 1806 | 1821 | 1831 | 1836 | 1841  | 1846  | 1851  |
| 610                     | 571  | 749  | 860  | 832  | 955  | 1.140 | 1.211 | 1.353 |

| 1856  | 1861  | 1866  | 1872  | 1876  | 1881  | 1886  | 1891  | 1896  |
| ----- | ----- | ----- | ----- | ----- | ----- | ----- | ----- | ----- |
| 1.496 | 1.603 | 1.704 | 1.745 | 2.150 | 2.641 | 2.375 | 2.207 | 2.054 |

| 1901  | 1906  | 1911  | 1921  | 1926  | 1931  | 1936  | 1946  | 1954  |
| ----- | ----- | ----- | ----- | ----- | ----- | ----- | ----- | ----- |
| 2.111 | 2.055 | 1.931 | 1.961 | 1.913 | 1.992 | 1.998 | 1.705 | 1.725 |

| 1962  | 1968  | 1975  | 1982  | 1990  | 1999  | 2006  | 2008  | 2011  |
| ----- | ----- | ----- | ----- | ----- | ----- | ----- | ----- | ----- |
| 1.872 | 2.009 | 2.053 | 2.098 | 2.422 | 2.513 | 2.781 | 2.920 | 3.155 |

| 2013  | - | - | - | - | - | - | - | - |
| ----- | - | - | - | - | - | - | - | - |
| 3.275 | - | - | - | - | - | - | - | - |

Fonts: Ldh/EHESS/Cassini fins al 1999, després INSEE a partir deL 2004

Població 1962-2008

### Batlles

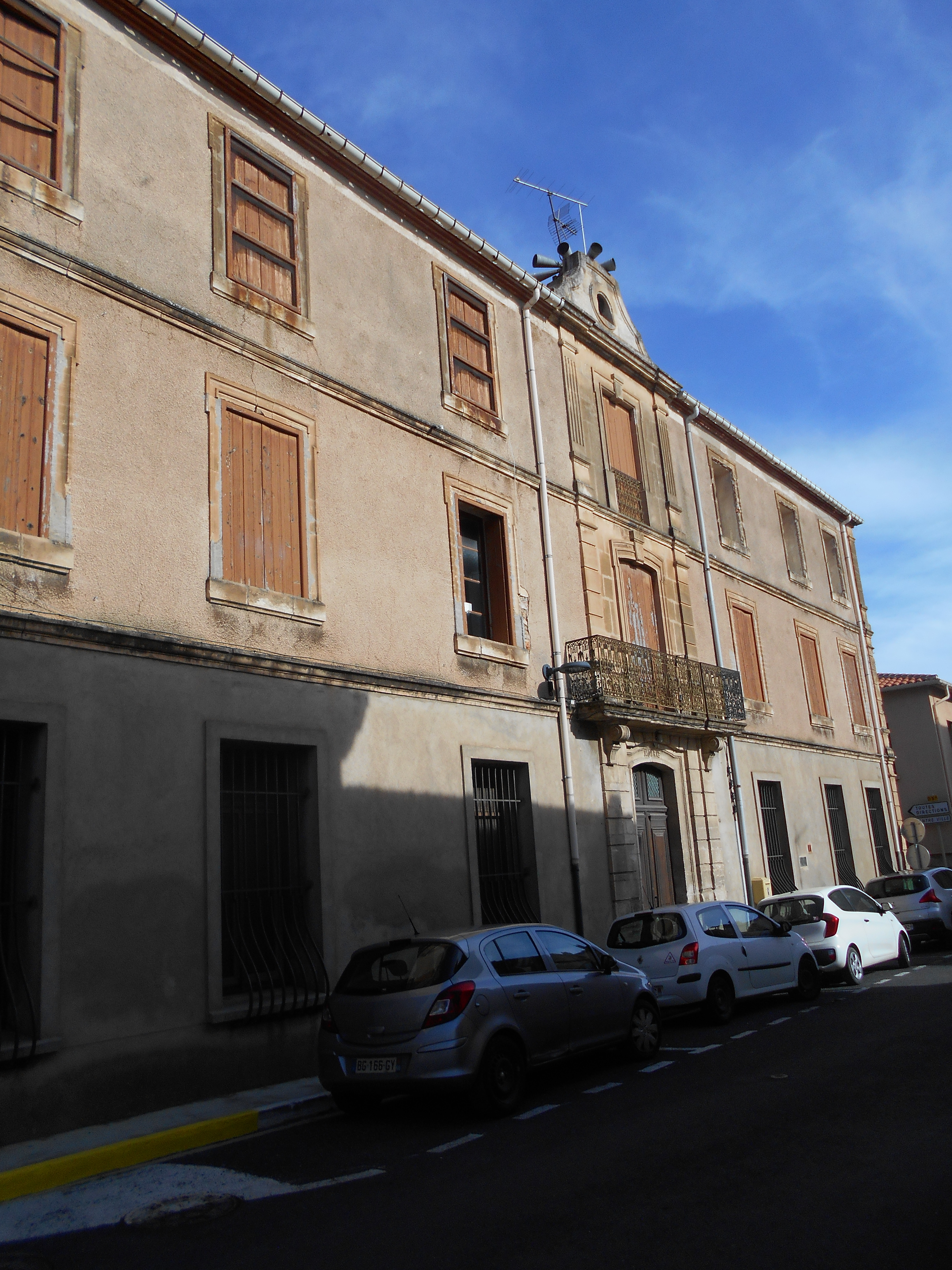
Antiga Casa de la Vila

## Administració i política

### Batlles[25]
| Període                       | Nom                       | Opció política    | Comentaris                  |
| ----------------------------- | ------------------------- | ----------------- | --------------------------- |
| 1790 - 1792                   | Joseph Pams               |                   |                             |
| 1792 - 1792                   | Jean Vaquer               |                   |                             |
| 1792 - 1796                   | Thomas Pams               |                   |                             |
| 1796 - 1797                   | Marc-Joseph Barthe        |                   |                             |
| 1797 - 1799                   | Jean Claret               |                   |                             |
| 1799 - 1802                   | Jean-Baptiste Lajou       |                   |                             |
| 1802 - 1803                   | Joseph Pams               |                   |                             |
| 1803 - 1808                   | Raphaël Vaquer            |                   |                             |
| 1808 - 1811                   | Bonaventure Vidal         |                   |                             |
| 1811 - 1812                   | Jacques Vidal             |                   |                             |
| 1812 - 1814                   | Joseph Pams               |                   |                             |
| 1814 - 1830                   | Marc Barthe               |                   |                             |
| 1830 - 1843                   | Jean Vidal-Estrade        |                   |                             |
| 1843 - 1848                   | Alexandre Barthe          |                   |                             |
| 1848 - 1848                   | Honoré Trilles            |                   |                             |
| 1848 - 1850                   | Joseph Castell            |                   |                             |
| 1850 - 1851                   | Joseph Bertrand           |                   |                             |
| 1851 - 1851                   | Jean Vidal-Estrade        |                   |                             |
| 1851 - 1855                   | Gaspard Daudiès           |                   |                             |
| 1855 - 1858                   | François Castell-Ayrolles |                   |                             |
| 1858 - 1861                   | André Baron               |                   |                             |
| 1861 - 1870                   | Bonaventure Vidal-Angles  |                   |                             |
| 1870 - 1871                   | Joseph Castell            |                   |                             |
| 1871 - 1876                   | Bonaventure Vidal-Angles  |                   |                             |
| 1876 - 1877                   | Joseph Lanes-Claret       |                   |                             |
| 1877 - 1878                   | Laurent Calmon            |                   |                             |
| 1878 - 1878                   | Adolphe Cambriels         |                   |                             |
| 1878 - 1896                   | Jean Baron-Castany        |                   |                             |
| 1896 - 1900                   | Frédéric Parazols         |                   |                             |
| 1900 - 1905                   | Ernest Castell-Forner     |                   |                             |
| 1905 - 1906                   | Paul Crouzet              |                   |                             |
| 1906 - 1914                   | François Montagne         |                   |                             |
| 1914 - 1917                   | François Carrère          |                   |                             |
| 1917 - 1919                   | François Montagne         |                   |                             |
| 1919 - 1941                   | Fernand Brégoulat         |                   |                             |
| 1941 - 1942                   | Jean Tardiu               |                   |                             |
| 1942 - 1944                   | Alphonse Barrau           |                   |                             |
| 1944 - 1947                   | Jean Torrent              |                   |                             |
| 1947 - 1972                   | Arthur Conte              | SFIO, després UDR | Conseller general. Diputat  |
| 1972 - 1989                   | René Comes                |                   |                             |
| 1989 - 1995                   | Marie-Claude Grégoire     |                   |                             |
| 1995 - Març del 2001          | Sylvain Dagues            |                   |                             |
| Març del 2001 - Març del 2008 | Marie-Claude Grégoire     | CDC               |                             |
| Març del 2008 - Moment actual | Jean-Jacques Lopez        | PS                | Conseller general del cantó |

### Legislatura 2014 - 2020

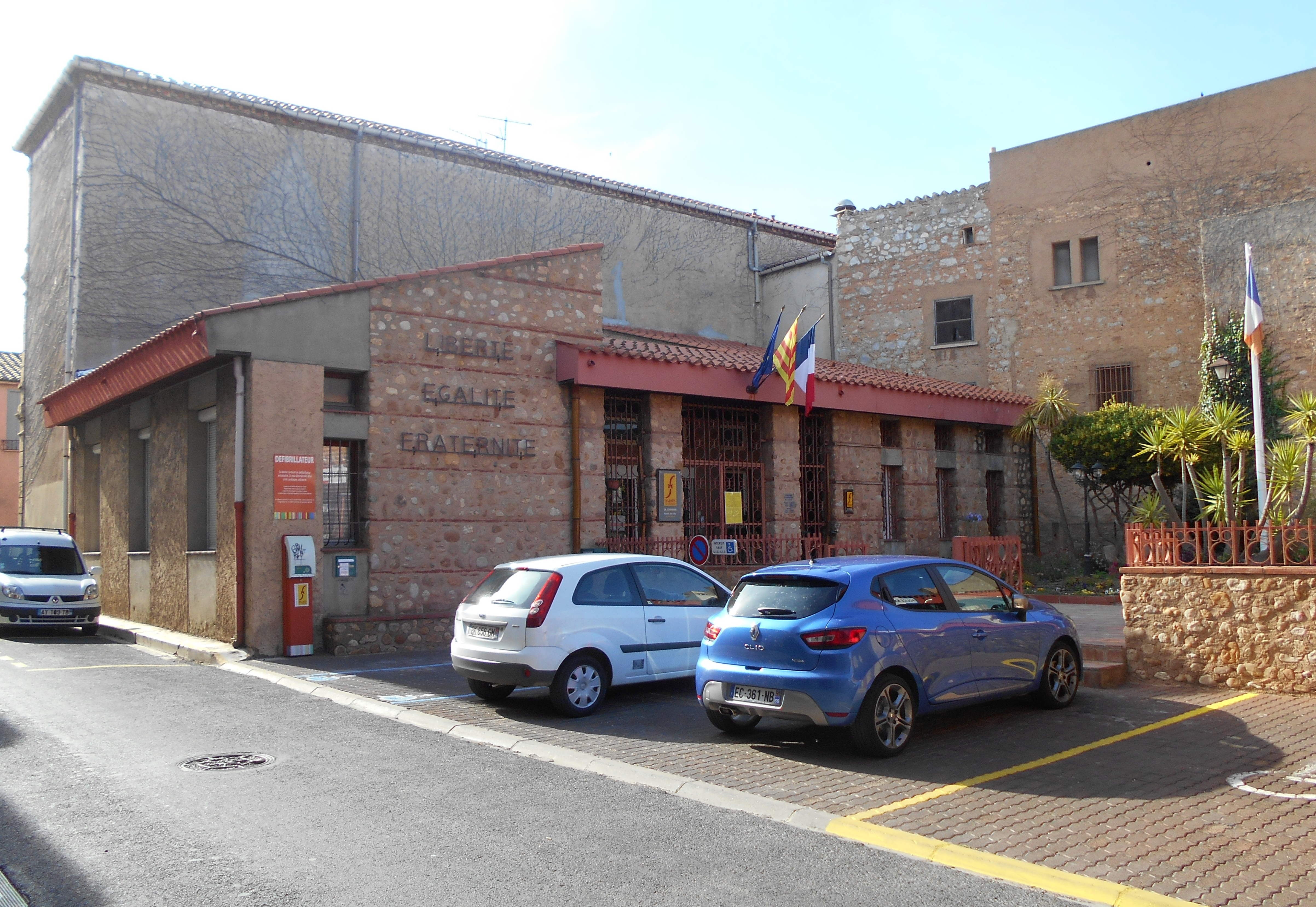
Casa de la Vila actual (part de darrere del mateix edifici antic)

#### Batlle
- Jean-Jacques Lopez, Primer vicepresident de la Comunitat de Comunes Salanca Mediterrani; Conseller general del 1998 al 2015, Antic President del Consell General dels Pirineus Orientals.

#### Adjunts al batlle[27]
- 1r: Jean-Michel Gibert, encarregat d'Administració general, Delegat d'urbanisme, Seguretat dels béns i de les persones i Agricultura
- 2n: Olivier Doucet, Delegat del programa intergeneracional i Petita infància
- 3r: Jérôme Llamas, Delegat de Comunicació i de noves tecnologies de la informació
- 4a: Joséphe Rodenas, Delegada d'Entorn
- 5è: Philippe Calvelli, Delegat d'Animation i de Relacions amb les associacions
- 6a: Andrée Escare, Delegada d'Afers culturals.

#### Consellers municipals
- Anne Biroste-Mayo, encarregada de Joventut i la Classe
- Angéle Comes, encarregada de Solidaritat i d'Afers socials
- Henri Lagarde, encarregat de les Relacions amb la Comunitat de Comunes Salanca Mediterrani, d'on és vicepresident
- Vanessa Marie, encarregada d'Animació i d'Esport
- Sandrine Masnou, encarregada d'Animació i Gestió de les sales comunals. Vicepresident de la Comunitat de Comunes Salanca-Mediterrani
- Brigitte Mocquart, encarregada d'Afers escolars
- Rémy Ribert, encarregat d'Economia i Ocupació
- Pierre Sangerma, encarregat d'Animació
- Lionel Subielos, encarregat d'Obres i Enquadrament del personal tècnic
- Florent Tor, encarregat de Comerç, Artesanat i Senyalització
- Anne Marie Brignon, consellera a l'oposició
- Marie-Claude Conte-Gregoire, consellera a l'oposició
- Stéphanie Diaz, consellera a l'oposició
- Evelyne Idjellidaine, consellera a l'oposició
- Haï Nguyen De Bures, conseller a l'oposició
- Laurence Rekas, consellera a l'oposició.

### Adscripció cantonal

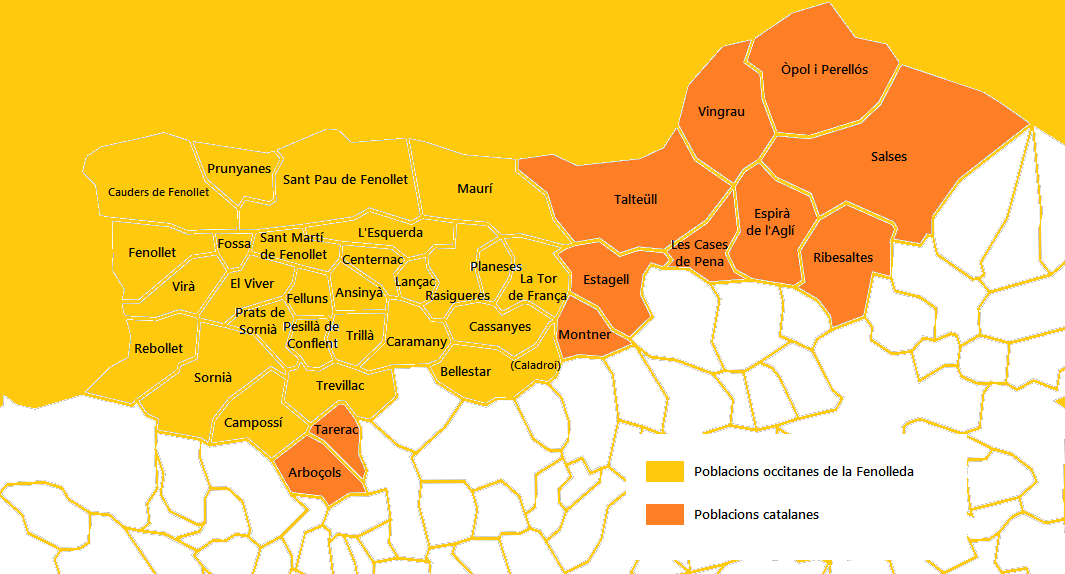
Mapa del Cantó de la Vall de l'Aglí

A les eleccions cantonals del 2015 la vila de Salses ha estat inclosa en el cantó número 15, denominat de la Vall de l'Aglí, amb capitalitat a la vila de Ribesaltes, juntament amb les viles catalanes d'Estagell i les occitanes de Sant Pau de Fenollet, Sornià i la Tor de França, a més dels pobles catalans d'Arboçols i Tarerac, de la comarca del Conflent, i Cases de Pena, Espirà de l'Aglí, Montner, Òpol i Perellós, Talteüll i Vingrau, de la del Rosselló i occitans d'Ansinyà, Bellestar, Campossí, Caramany, Cassanyes, Caudiers de Fenollet, Centernac, l'Esquerda, Felluns, Fenollet, Fossa, Lançac, Maurí, Pesillà de Conflent, Planeses, Prats de Sornià, Prunyanes, Rasigueres, Rebollet, Sant Martí de Fenollet, Trevillac, Trillà, Virà i el Viver. Els seus consellers departamentals són Lola Beuze (PCF - Front d'Esquerres), exconsellera municipal de Pià, i Charles Chivilo (PRG), batlle de Maurí, de la Unió de l'Esquerra.

## Ensenyament i Cultura

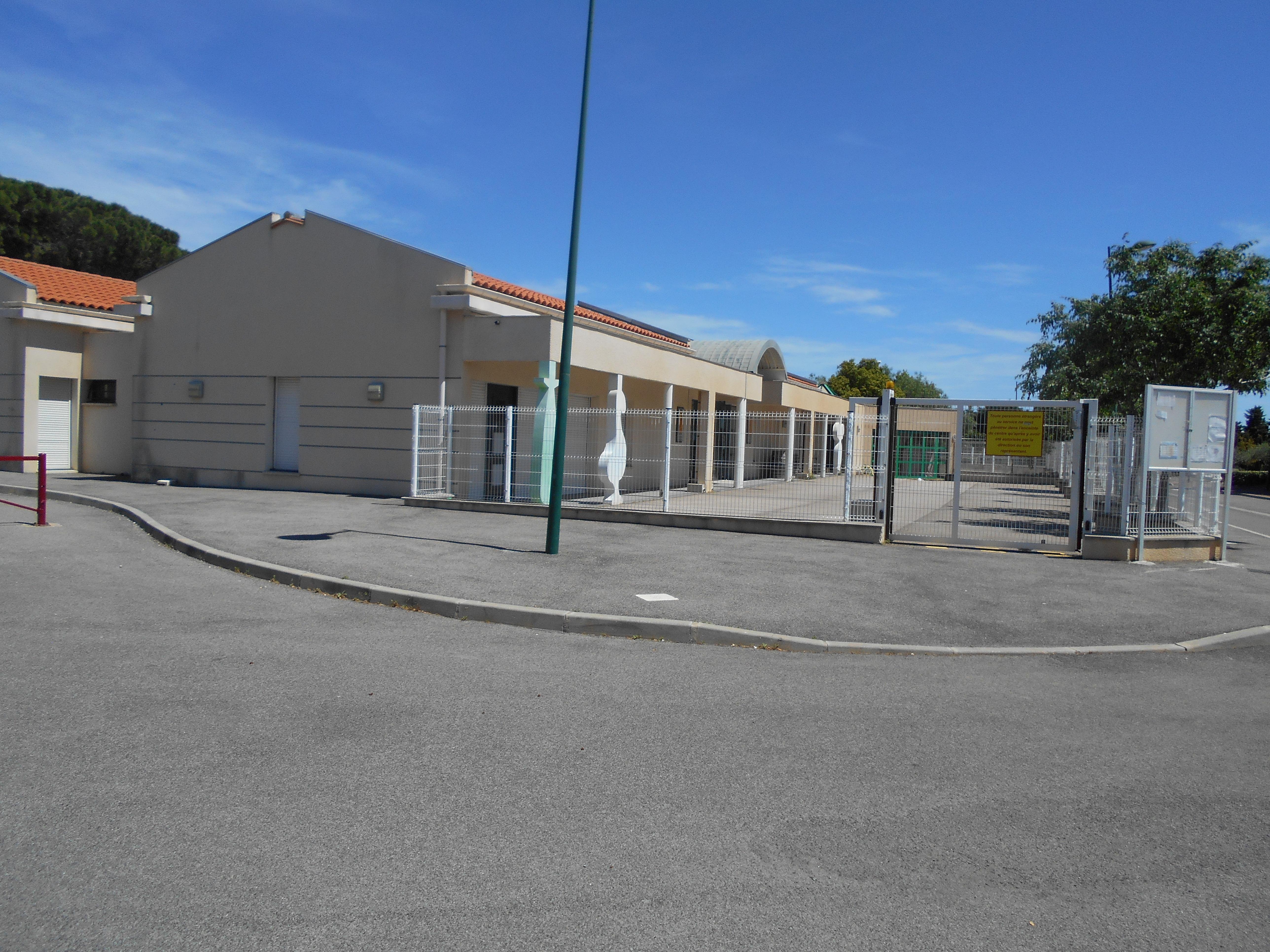
L'Escola primària

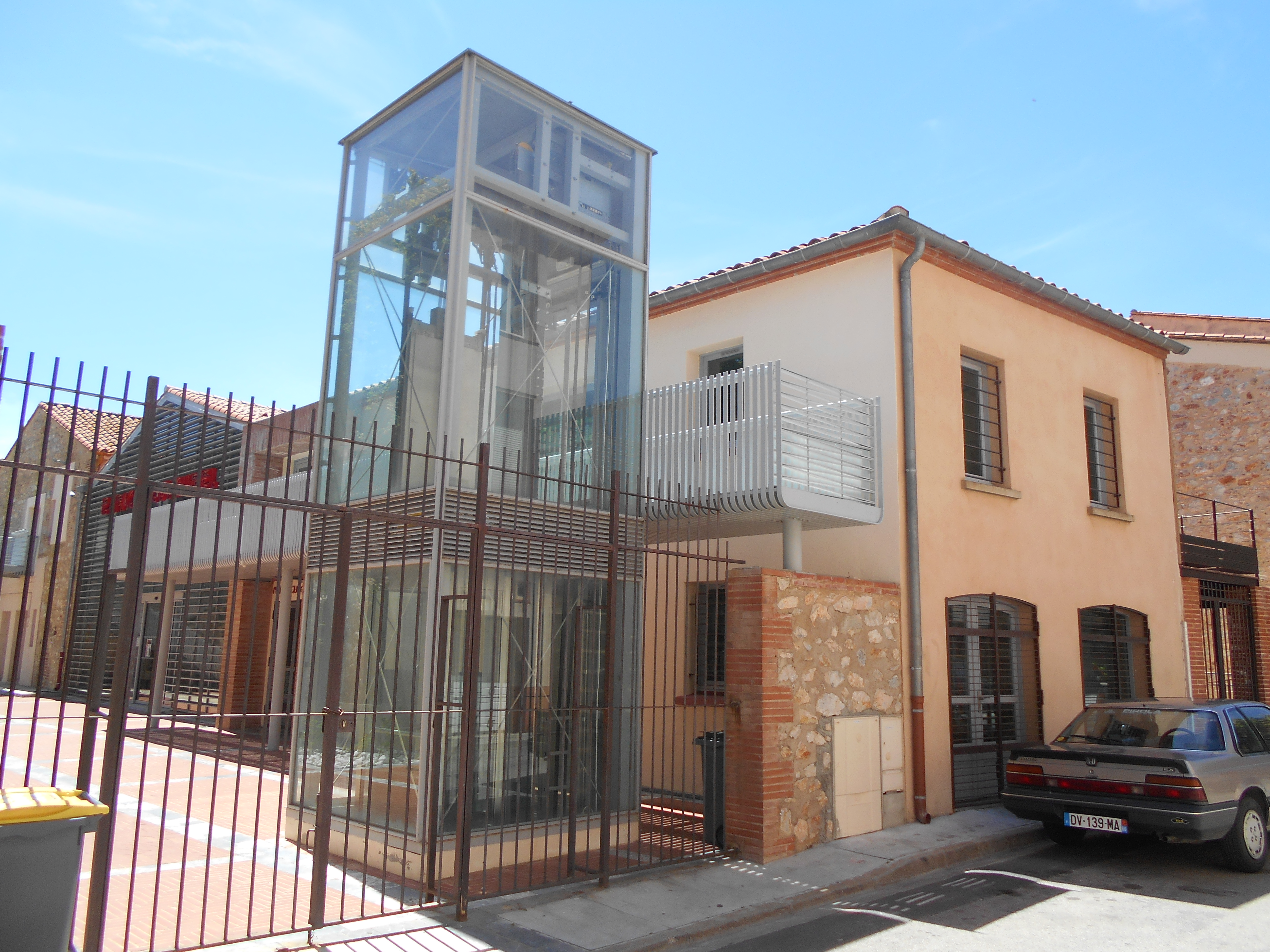
Espais culturals comunals

Salses disposa d'una escola maternal pública i una de primària. Per a continuar estudis de secundària, han d'assistir als col·legis d'Espirà de l'Aglí, Perpinyà, Pià, Ribesaltes o Sant Llorenç de la Salanca, algun d'ells privats, i per al batxillerat, als liceus de Perpinyà o Ribesaltes.
Salses compta també amb la Mediateca Claude Simon (dedicada a un escriptor local en llengua francesa) i diverses sales comunals, per a activitats culturals i de tota mena.

## Persones il·lustres
- Arthur Conte, polític, periodista i escriptor.
- Maurici Auzeville, tenor a l'Òpera de París.